# Paratomapoderus obscuripennis
Paratomapoderus obscuripennis es una especie de coleóptero de la familia Attelabidae.

## Distribución geográfica
Habita en Malaui, Mozambique y Tanzania.